# ديفيد إس. ماك
ديفيد إس. ماك (بالإنجليزية: David S. Mack)‏ هو شخصية أعمال أمريكي، ولد في 1941.